# Manfred Dumke
Manfred („Manne“) Dumke ist ein in Berlin lebender Frührentner und ehemaliger TV-Kommentator. Von 1999 bis 2007 gehörte er fest zum Programm der ARD-Sendung Polylux, in der er am Schluss einen Kommentar zu einem aktuellen kulturellen, sozialen oder politischen Thema abgab. Besonders auffällig (und für viele Zuschauer reizvoll) war dabei seine einfache Sicht der Dinge und die Fähigkeit, auch komplizierte Themen kurz und klar zu erläutern. Kultstatus hatte seinerzeit das von ihm geschaffene Wort unsysthetisch. Vor der Wende hatte Dumke in der DDR gelebt, wo er im Ministerium für Innerdeutschen Handel, Außenhandel und Materialversorgung als Facharbeiter für Datenverarbeitung tätig war.